# 1996年のドイツ語正書法改革

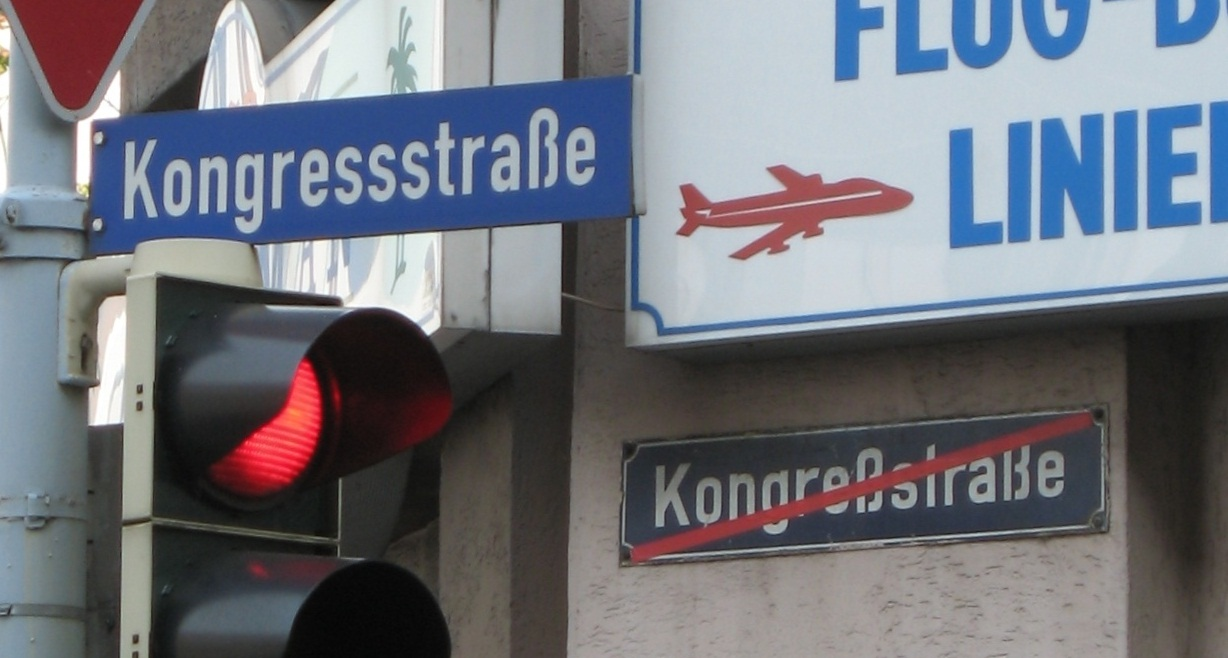
アーヘンの道路標識。旧正書法（斜線が引かれている）と新正書法の両方が見られる

1996年のドイツ語正書法改革（1996ねんのドイツごせいしょほうかいかく）は、1996年にドイツ語圏諸国で採用されたドイツ語の新正書法である。

## 制定の経緯
ドイツ語の正書法は1901年にベルリンで開かれた会議にもとづき、1903年から学校や官庁でこの正書法を使用することが義務づけられた。しかしその後も継続的に正書法の改革案が出された。
1974年、当時の東ドイツのベルリン学術アカデミーに正書法研究グループが結成され、1977年には西ドイツでもマンハイムのドイツ語研究所によって正書法委員会が結成された。1980年から1991年まで、東西ドイツおよびオーストリア、スイスの専門家によって定期的な会合が全部で9回開催された。1990年に東西ドイツが統一すると正書法改革への機運は高まり、1995年に規則集が出版された。新正書法は1996年7月1日に8か国（ドイツ、オーストリア、スイス、リヒテンシュタイン、ベルギー、イタリア（南チロル）、ルーマニア、ハンガリー）によって署名された。1998年8月1日から施行されることになり、2005年7月31日までを移行期間とした。これに対して反対派は裁判に訴えたが、1998年7月14日の連邦憲法裁判所で敗訴した。
ドイツ語正書法の辞典であるDudenでは1996年の21版（Reformduden）で新正書法に対応した。

## 変更点

### 語幹保持
新正書法では「語幹保持の原則」をとり、従来の正書法の不規則性の多くを規則化した。例：
- Roheit（粗野）は、roh（粗野な）に後綴り-heitが加わった派生語であるので、Rohheitと綴る。
- numerieren（数をつける）は、Nummer（数）から派生した語であるので、nummerierenと綴る。
- plazieren（座らせる）は、Platz（席）から派生した語であるので、platzierenと綴る。
- behende（手際のよい）は、Hand（手）から派生した語であるので、behändeと綴る。

従来の正書法では複合語で同一の子音が3つ続き、かつその後ろに母音が続く場合には1つ省略していたが、新正書法ではこの例外的規則がなくなり、3つ全部書くことになった。例：
- Schiffahrt（航行）はSchiff（船）とFahrt（通行）の複合語なので、Schifffahrtと書く。
- Flußschiffahrt（河川航行）は、Fluß（川）と上記Schiffahrtの複合語で、かつ下記のように新正書法ではFlußをFlussと書くので、Flussschifffahrtと書く。

このような場合にハイフンを加えてSchiff-Fahrtと書くことも認められる。

### エスツェット
従来の正書法では⟨ss⟩と⟨ß⟩の使いわけについて、以下のように決められていた。
- 先行する母音が長母音または二重母音の場合は⟨ß⟩と書く。
- 先行する母音が短母音の場合、母音が後続する場合は⟨ss⟩と書き、そうでない場合は⟨ß⟩と書く。

新正書法では規則が以下のように単純化された。
- 先行する母音が長母音または二重母音の場合は⟨ß⟩と書く。
- 先行する母音が短母音の場合は⟨ss⟩と書く。

この改革によってmuss（müssen（……しなければならない）の三人称単数形現在）、dass（……ということ）などの頻用語の綴りが変更され、影響は大きかった。

### 外来語
外来語では原語にもとづく綴りとドイツ語化した綴りの両方が認められる。ただし-yで終わる英語からの借用語の複数形は-iesとはならず、-ysとなる。

### 分かち書き・ハイフン・分綴
ドイツ語の正書法の特徴に複合語をつなげて書くことがあり、この点は新正書法も同様だが、複合語か成句かの判断が従来と異なるため、従来続け書きされていたものが多く分けて書かれるようになった。ただし2006年の修正で再びつなげて書かれるようになったものも多い。
| 意味         | 旧正書法          | 1996年の新正書法     | 分ける理由                        |
| ------------ | ----------------- | -------------------- | --------------------------------- |
| 散歩に行く   | spazierengehen    | spazieren gehen      | 動詞+動詞                         |
| 気をつける   | achtgeben         | Acht geben           | 名詞+動詞で名詞に自立性がある     |
| 公表する     | bekanntmachen     | bekannt machen       | 形容詞+動詞で形容詞に自立性がある |
| 隣接する     | aneinandergrenzen | aneinander grenzen   | 複合的副詞+動詞                   |
| 一緒にいる   | zusammensein      | zusammen sein        | 副詞+sein                         |
| 多すぎるお金 | zuviel Geld       | zu viel Geld         | so/zu/wie+形容詞・副詞            |
| ……のかわりに | anstelle          | an Stelle / anstelle | 複合的前置詞                      |

ハイフンは複合語の構成部分を明示化するために使うことができる。数字（あるいは数字+接尾辞）を要素とする複合語は常にハイフンを加える。
分綴の規則は従来より制約が少なくなり、単独の母音字であっても分綴でき、⟨-st-⟩のsとtの間でも分綴できる。従来⟨ck⟩をハイフンで分ける場合に⟨k-k⟩と書いていたのを改め、⟨ck⟩の前で切るようにした。たとえばBäcker「パン焼き職人」は従来Bäk-kerと分けていたのをBä-ckerと切るようになった。合成語・派生語を構成要素の切れ目で分綴する規則は従来どおりだが、もはや合成語と感じられない場合や外来語では構成要素を無視した分綴も許容される。

### 大文字と小文字の使いわけ
新正書法でも旧正書法と同様に名詞の最初の文字を大文字で書くが、名詞かどうかの判断が従来と異なり形式的に決められるようになったため、旧正書法よりも多くの語が大文字で書かれるようになった。たとえば動詞や前置詞の目的語は機械的に名詞とみなされるようになった。
固有名詞から派生した形容詞は、アポストロフィで分けられた場合（例：Darwin'sche「ダーウィンの」）以外は小文字ではじめる。
形容詞+名詞の成句は固有名詞の場合は両方の語頭を大文字で書くが、普通名詞の場合は形容詞は小文字で書く（例：Rotes Meer「紅海」、die goldene Hochzeit「金婚式」）。ただし2018年の修正で形容詞を大文字で書くことも許容されるようになった。
従来二人称親称のdu/ihr/dein/euerは手紙の中では語頭を大文字で書いていたが、新正書法では常に小文字で書く。

### 句読法
とくにコンマの使用法について、使っても使わなくてもよい場所が多くなった。

## その後の修正
1996年の改革以後にもドイツ語正書法には数回にわたって修正が加えられている。
2004年にドイツ語正書法協議会 (de:Rat für deutsche Rechtschreibung) が成立し、1996年の新正書法に対する修正案を作成した。ドイツでは2006年8月1日に修正された正書法が施行された。修正された正書法では、特に熟語を構成する要素と熟語全体の意味にずれがある場合に続けて書かれるようになった。たとえば旧正書法でleid tun「気の毒に思う」は1996年の正書法ではleidが動詞tunの目的語であって名詞であるとしてLeid tunと大文字で書くことになったが、2006年の改訂では独立した名詞としての意味を失っているとしてleidtunと1語で続けて書くようになった。ほかに大文字と小文字の使いわけ、分綴、コンマの使い方にも細かい修正が加えられた。
2006年にはスイス正書法会議 (de:Schweizer Orthographische Konferenz) が成立し、一部の語彙について改革以前の旧正書法のつづりに戻すことを主張した。スイス通信社(SDA)はスイス正書法会議のつづりを採用している。
2011年にドイツ語正書法協議会は20語ほどの小規模な変更を加えた。主に外来語において、複数のつづりがあるものの一部を除いた（Boutique「ブティック」のドイツ語化されたつづりであるButikeなど）。
2018年には⟨ß⟩の大文字の使用が認められ、また形容詞と名詞からなる成句の一部で形容詞を大文字にすることが許容された（例：die Goldene Hochzeit「金婚式」、従来は固有名詞の場合のみ大文字化）。